# Guillermo Marino
Guillermo Andrés Marino (Santa Fe, 2 febbraio 1981) è un ex calciatore argentino, di ruolo centrocampista.

## Palmarès

### Competizioni nazionali
- Campionato argentino: 3

Boca Juniors: Apertura 2004, Apertura 2005, Clausura 2006

### Competizioni internazionali
- Recopa Sudamericana: 2

Boca Juniors: 2005, 2006
- Coppa Sudamericana: 3

Boca Juniors: 2004, 2005
Universidad de Chile: 2011
- Coppa Libertadores: 1

Boca Juniors: 2007